# Walter Harlan
Walter Harlan (* 25. Dezember 1867 in Dresden; † 14. April 1931 in Berlin) war ein deutscher Schriftsteller und Dramaturg.

## Leben
Walter Harlan war Sohn des Bankiers und Landwirts Otto Harlan, sowie der Bertha Elisa Harlan (geborene Bienert, Tochter des Großindustriellen Gottlieb Traugott Bienert); einer seiner Brüder war der Flugzeugingenieur Wolfgang Harlan. Walter Harlan war mit Adele Harlan geborene Boothby verheiratet und gilt als Begründer der Künstlerfamilie Harlan; von den sieben Kindern sind insbesondere der Musiker Peter Harlan und der Regisseur Veit Harlan zu erwähnen.
Harlan studierte Jura und wurde darin promoviert. Er war zwischen 1898 und 1904 als Dramaturg am Berliner Lessing-Theater tätig und lebte anschließend als freier Schriftsteller in Berlin. Er verfasste vor allem Lustspiele.
Seine Erzählung Die Kindsmagd wurde 1936 als Maria, die Magd verfilmt, seine Tragödie Das Nürnbergisch Ei 1939 in stark veränderter Form unter dem Titel Das unsterbliche Herz. Bei beiden Filmen führte Veit Harlan Regie.
Während einer Sitzung des Verbandes der deutschen Bühnenschriftsteller und Bühnenkomponisten, in dem er jahrelang mitgewirkt hatte, erlitt Walter Harlan am 14. April 1931 im Alter von 63 Jahren einen Herzanfall, dem er noch vor Ort erlag. Die Beisetzung erfolgte am 18. April 1931 auf dem Friedhof Heerstraße im heutigen Ortsteil Berlin-Westend. Das Grab ist nicht erhalten.

## Werke
- O herziges Menschenleben! Gedichte. Friedrich, Leipzig 1894.
- Im April. Lustspiel aus den vierziger Jahren. Wild, Leipzig 1895.
- Neue Traktätchen. Wild, Leipzig 1895.
- Die Dichterbörse. Roman. F. Fontane & Company, Berlin 1899.
- Schule des Lustspiels (Psychologie des Zuschauers / Das Spiel auf der Bühne). Bloch, Berlin 2. erg. A. 1903.
- Die Sünde an den Kindern. Eines Schulmeisters Leben, Sterben, und Fahrt in das Allherz. Fleischel, Berlin 1908.
- Der lateinische Esel. Komödie in fünf Akten. Bloch, Berlin 1910.
- Catreins Irrfahrt. Novelle aus Altflandern. Fleischel, Berlin 1912.
- Familienszenen. Vierzehn Geschichten von Weib und Kindern, von Dienstboten und von der Weltseele. Fleischel, Berlin 1912.
- Das Nürnbergisch Ei. Tragödie in vier Akten. Fleischel, Berlin 1913.
- Das Mantelkind. Lustspiel in fünf Akten. Bloch, Berlin o. J.
- Jahrmarkt in Pulsnitz. Ein dionysischer Schwank in drei Akten. Bloch, Berlin o. J.
- In Kanaan. Ein frohes Mysterium in vier Aufzügen. Fleischel, Berlin 1915.
- Fünftes Jahrzehnt Auslese. Selbstverlag, Berlin 1917.
- Er schnarcht. Ein seliger Schabernack. DVA, Stuttgart 1922.
- Der Erzschulmeister. Roman bis in den Himmel. Deutsche Buch-Gemeinschaft, Berlin 1924; bis auf den Titel nur wenig abweichende Fassung von Die Sünde an den Kindern (1908).
- Gib uns Kinder und hundert Enkel! Ein Spiel aus den Tagen der Erzväter. Berlin 1928.

## Hörspiele (Auswahl)
- 1926: Jahrmarkt in Pulsnitz – Regie: Nicht angegeben (Sendespiel (Hörspielbearbeitung) – Funk-Stunde Berlin)
- 1926: Jahrmarkt in Pulsnitz. Ein dionysischer Schwank in drei Akten – Regie: Nicht angegeben (Sendespiel (Hörspielbearbeitung) – ORAG)
- 1926: Jahrmarkt in Pulsnitz. Ein dionysischer Schwank in drei Akten – Regie: Karl Köstlin (Sendespiel (Hörspielbearbeitung) – Süddeutsche Rundfunk AG (SÜRAG))
- 1928: zum 60. Geburtstag des Dichters: Jahrmarkt in Pulsnitz. Lustspiel in drei Akten – Regie: Ernst Pündter (Sendespiel (Hörspielbearbeitung) – NORAG)
- 1978: Seinerzeit ausverkauft: Das Nürnbergisch Ei – Regie: Heinz-Günter Stamm (Hörspiel – BR)